# Charles Francis Greville
Charles Francis Greville (12 mai 1749 - 23 avril 1809) est un antiquaire britannique, collectionneur et homme politique qui siège à la Chambre des communes de 1774 à 1790.

## Jeunesse
Il est le deuxième fils de Francis Greville (1er comte de Warwick) et de son épouse, Elizabeth Hamilton, fille de Lord Archibald Hamilton. George Greville (2e comte de Warwick) et Robert Fulke Greville sont ses frères et il a quatre sœurs. Il est élevé dans la maison familiale, le Château de Warwick.
Son père est créé comte Brooke trois ans avant sa naissance et, en 1759, il a demandé à obtenir le prestigieux titre médiéval d'une lignée éteinte, Comte de Warwick, qui lui avait été conféré en tant qu'héritier principal et lieutenant du comté.
Il fait ses études à l'université d'Édimbourg de 1764 à 1767 .

## Collectionneur et savant
Il vit la majeure partie de sa vie adulte sur un revenu fixe de 500 ₤ par an, généré par des investissements et ses propriétés foncières. Il réussit à acquérir des antiquités de Gavin Hamilton à Rome. Il achète également à son oncle une pièce de genre de Annibale Carracci . Il est le neveu de sir William Hamilton, émissaire britannique à Naples, qui forme deux collections de vases grecs, dont l'une est au British Museum.
En tant que membre de la Royal Society, il s'intéresse particulièrement aux minéraux et aux pierres précieuses, catalogués par l'émigré Jacques Louis de Bournon , puis achetés par l'intermédiaire d'une loi du Parlement pour le British Museum. Il est bon ami avec James Smithson, qu'il parraine pour devenir membre de la Royal Society et avec qui il échange des minerais .
Il est resté pendant des années un ami proche de Joseph Banks et, comme lui, un membre de la Société des Dilettanti. Il accompagne Banks à la réunion d'organisation, en mars 1804, du précurseur de la Royal Horticultural Society, la Société pour l'amélioration de l'horticulture .
Dans son livre intitulé : "Voyage de Saussure hors des Alpes" (1935), Charles Gos a précisé : "Charles Greville, Esq., sujet de S. M. britannique, le premier à franchir le Saint-Gothard en voiture, avait fait cette périlleuse expérience en 1775 dans les gorges de la Reuss. Sa téméraire performance lui coûta la somme de dix-huit louis, soit environ 400 fr. de notre monnaie, et lui valut la joie insigne d’être traité d’excentrique et de fou par ses concitoyens".

## Carrière politique
À la mort de son père en 1773 et à la nomination de son frère comme comte de Warwick, il hérite du siège de ce dernier (l'un des deux pour Warwick) à la Chambre des communes. Il occupe le siège jusqu'en 1790. Il exerce les fonctions de Lord du trésor de 1780 à 1782, de trésorier de la maison de 1783 à 1784 et de vice-chambellan de la maison de 1794 à 1804 et est admis au Conseil privé en 1783.

## Milford Haven
La construction du port de Milford Haven, dans le Pembrokeshire, dans le sud du Pays de Galles, est due à l'esprit d'entreprise de Greville. Quand il est la propriété de sir William Hamilton, Greville demande une loi pour permettre à Hamilton et à ses héritiers d'aménager des quais, d'établir des marchés, des routes et des avenues menant au port . La première structure est un relais de poste. Les propriétaires de navires baleiniers quaker  de Nantucket sont incités à s’installer et, pendant quelques décennies, Milford est un port de chasse à la baleine. Un chantier naval royal est créé pendant les guerres napoléoniennes . À sa mort en 1803, Hamilton le lègue à son neveu .
Sur un site en hauteur à proximité de Hakin, Greville prévoyait de construire le Collège du roi George III afin de permettre l’étude des mathématiques et de la navigation, dont la pièce maîtresse serait un observatoire. Bien que l’observatoire ait été construit et que des instruments scientifiques aient été livrés, le collège n’a jamais fonctionné, car après la mort de Greville en 1809, le projet a été abandonné .

## Vie privée
Greville ne s'est jamais marié, mais a une liaison avec Emma Hamilton pendant plusieurs années lorsqu'elle lui demande son aide après avoir été enceinte de l'enfant de Sir Harry Fetherstonhaugh en 1782, qui l'a rejetée. Greville l'accueillit à condition que l'enfant, Emma Carew, soit placée et Emma Hamilton devient sa maîtresse. Il a ensuite aidé à organiser sa rencontre et son mariage avec son oncle Sir William Hamilton, peut-être pour tenter de gagner sa faveur et aussi pour lui permettre de retrouver une femme .
Il vit pendant des années dans une maison qu’il a construite face à Paddington Green, puis dans un village de la banlieue de Londres, non loin de la maison dans laquelle il a installé Emma et sa mère. Il garde les peintures d'Emma de Romney sur les murs de sa maison jusqu'à sa mort . Là, il se livre à sa passion pour le jardinage dans un grand jardin pourvu de serres dans lesquelles il cultive de nombreuses plantes tropicales rares, grâce à sa connexion avec Banks, et réussit à faire fleurir Vanilla planifolia pour la première fois sous serre à l'hiver 1806 –07 . Ses contributions à l'herbier constitué par Sir James Edward Smith sont conservées par la Linnaean Society of London . Le genre australasien Grevillea est nommé en son honneur.
Dans la dernière partie de sa vie, il vit au château de Warwick. Greville est décédé le 23 avril 1809 à l'âge de 59 ans .

## Hommages
Grevillea, un genre diversifié d'environ 360 espèces de plantes à fleurs à feuilles persistantes de la famille Proteaceae, porte son nom, en raison de son rôle de mécène de la botanique et de cofondateur de la Royal Horticultural Society . L'île de Greville, dans l'île du Sud de la Nouvelle-Zélande, a été nommée en l'honneur de sa mémoire par Francis Barrallier, en 1820 
Greville joue un rôle dans le roman de Susan Sontag, intitulé L'Amant du volcan, en 1992, sur Sir William Hamilton.